# Roberto Cenci (pittore)
Roberto Cenci (Roma, 28 marzo 1915 – Albano Laziale, 3 agosto 1989) è stato un pittore italiano.

## Biografia
Roberto Cenci nasce a Roma il 28 marzo 1915 da Luigi Cenci e Cornelia Moppi.
Tra il 1940 e il 1942 prende lezioni di disegno alla scuola di Adele Massaz. Dopo il liceo artistico, si iscrive alla facoltà di Architettura di Roma che dovrà abbandonare per i sopraggiunti eventi bellici. Sarà congedato come grande invalido di guerra.
Con la Liberazione si stabilisce in un appartamento di via Margutta. Sarà l'occasione per l'avvicinamento e l'adesione alla scuola romana. Nel '47 e '48 espone in alcune mostre importanti tra cui quella alla Galleria d'arte "Il Camino" insieme a Renato Guttuso, Mario Sironi e Mario Mafai. Le sue opere sono recensite da Virgilio Guzzi su "Il Tempo" e Nicola Ciarletta su "L'Unità", che definiscono l'arte di Cenci "pittura onesta".
Nel 1955 Cenci sposa Liliana Campanella (1930-2007) e si stabilisce ad Albano Laziale, in provincia di Roma. Dal matrimonio nasceranno quattro figli: Antonello, Luigi, Daniele e Fabrizio.
L'anno successivo partecipa alla VII Quadriennale Nazionale d'Arte di Roma, al Premio Marzotto e, insieme ad Ottone Rosai, al Premio Titano a San Marino.
Nel 1968 diviene amico di Gian Luigi Rondi che immortalerà in veste di cavaliere di Malta. Tra i suoi ritratti anche quello di Alida Valli e Pietro Nenni.
Fino agli anni Ottanta, intensificherà la sua produzione artistica di stampo prevalentemente post-impressionistico (che spazia dalle nature morte ai nudi, dai paesaggi ai ritratti, fino ad un'ultima fase astratta) con mostre personali a New York e Parigi (Galerie d'art Ror Volmar).
Nell'aprile 1984 gli viene dedicata un'ampia retrospettiva dal Comune di Albano Laziale, curata dal critico d'arte Mariano Apa.
Roberto Cenci muore ad Albano Laziale il 3 agosto 1989 a 74 anni.

## Giudizio Critico
- Gian Luigi Rondi nel 1984, ammira in Roberto Cenci "la freschezza perenne della sua ispirazione, l'umanità, il fervore creativo che sa infondere in tutte le sue opere" comunicando "un senso di vitalità gioiosa. Quello che suscita l'arte vera"[2].
- Mariano Apa: "Ora, dallo studio da cui tutta la città è colta, sembra il suo sguardo posare con saggezza sul reperto di questo mondo, e appena un attimo ecco sgorgare la forza, la novità, il desiderio di dare vita alle forme e far crescere la figura, l'immagine, e regalarci ancora un sogno"[3].
- Per Piero Girace Cenci "dipinge (e bene) per il piacere di dipingere, dando vita di giorno in giorno ad un suo mondo pittorico popolato di donne sorprese nei loro atteggiamenti più intimi, ove senti magari gli echi di Goya o di Manet; donne belle, e spesso misteriose, realizzate in sintesi plastiche e coloristiche. Un mondo pittorico [...] ricco di "motivi" (figure, paesaggi, natuere morte) tradotti con emotività e sentimento, con una foga impressionistica considerevole. "[4].
- Emilio Contini nota nel 1965 che Cenci: "con la sua opera segna una linea di continuità tra Raoul Dufy, Pierre Bonnard, Georges Braque, Henri Matisse [...] Il suo stile è certamente nitido, pulito, elegante, fuso sempre con una ombra di malinconia, dove domina un pathos irradiato da un profondo affetto per gli uomini e le cose"[5].

## Opere
Tra le sue opere:
- Bottiglia, olio su tela (1948)
- La soglia, olio su tela (1948)
- I ferri del mestiere, olio su tela (1949)
- Orologio, olio su tela (1950)
- Le mie prigioni, olio su tela (1951)
- Il divano, olio su cartone (1954)
- Liliana, olio su tela (1955)
- La Rossa, olio su tela (1962)
- Mara, olio su tela (1965)
- Nudo sdraiato, olio su cartone telato (1968)
- Roma esotica, tempera e pastello su cartone (1969)
- Paesaggio africano, olio su tela(1969)
- Il pino, olio su tela (1970)
- LEM (Lunar Excursion Module), tecnica mista su cartone, (1970)
- Il lume e l'arancia, olio su tela (1970)
- Dolci macchinari, tecnica mista su cartone (1972)
- Forme curve, tecnica mista su cartone (1973)
- Ab ovo, tecnica mista su cartone (1973)
- Margot, olio su tela, (1974)
- L'isola, tecnica mista su cartone (1975)
- Bottiglia e specchio, olio su tela 1976)
- La madre di Gian Luigi Rondi, olio su tela, (1979)
- La Parigina
- Alluvione
- Burano
- Nemi
- La Romana
- Francesca
- Adolescenza
- Il vaso azzurro
- Costa calabra
- Malizia
- Il berretto rosso

## Riproduzione delle opere

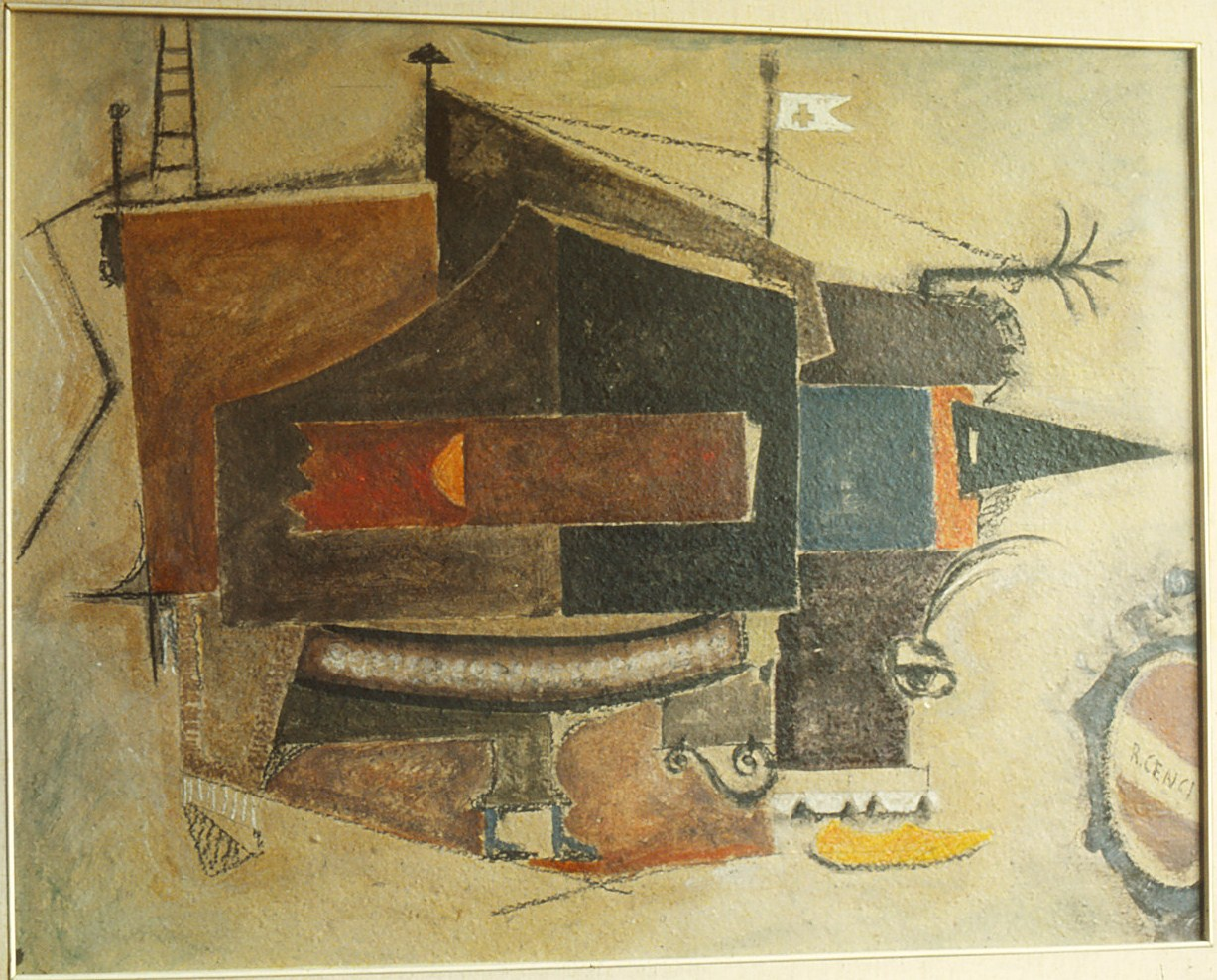
L.E.M. (Al chiaro di luna), tecnica mista su cartone (1970)
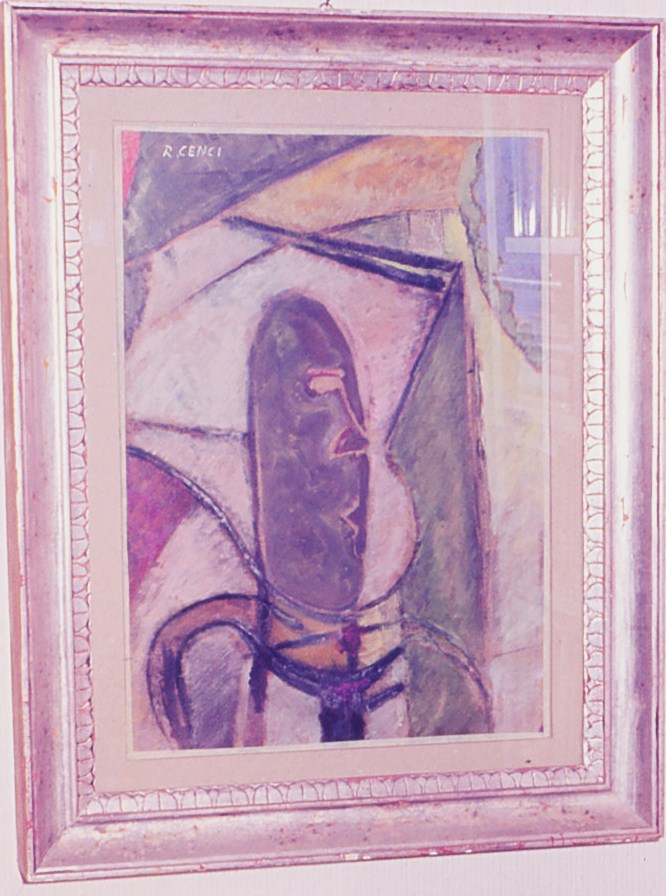
L'isola, tecnica mista su cartone (1975)